# ژرمینال
ژرمینال (به فرانسوی: Germinal) سیزدهمین کتاب از مجموعهٔ خانوادهٔ روگن ماکار است که در سال ۱۸۸۵ منتشر شد. این کتاب از مشهورترین آثار امیل زولا نویسندهٔ فرانسوی (۲ آوریل ۱۸۴۰- ۲۹ سپتامبر ۱۹۰۲) است. موضوع کلی کتاب اعتصاب کارگران است: «قیام حقوق بگیران و فشار جامعه‌ای که در لحظه‌ای از هم میپاشد، مبارزهٔ سرمایه و کار. اهمیت ژرمینال در این است که مهم‌ترین مسئله قرن بیستم را به میان می‌کشد».
سروش حبیبی این کتاب را در سال ۱۳۵۶ به شیوایی به فارسی برگرداند ولی در چاپ سوم، در متن فارسی این ترجمه تجدیدنظر کرد. ابوالفتوح امام دیگر مترجم این اثر است که آن را به‌طور غیرمستقیم از زبان انگلیسی ابتدا با عنوان ژرمینال (۱۳۶۴) و در چاپ بعدی با عنوان جرمینال (۱۳۹۶) ترجمه کرده‌است.

## خلاصه کتاب
ماجرا در معدن زغال‌سنگ شمال فرانسه اتفاق می‌افتد. اِتیِن لانتیه، یکی از پسران ژروز ماکار شخصیت اصلی رمان آسوموار که در کارگاه راه آهن لیل (Lille) کار می‌کرد، به جرم سیلی‌زدن به رئیس خود از کار اخراج می‌شود. کمی بعد در معدن وورو، به استخدام گروه مائو در می‌آید. اتین در کار و زندگی سخت دشوار معدنچیانی سهیم می‌شود. معدنجیان نسل به نسل زیر بردگی بوده‌اند. اتین به سبب طبیعت عصیانگرش باشرایط محیط کارش به مخالفت برمی‌خیزد. با رهبران سوسیالیست ارتباط می‌گیرد و مبارزه با شرکت معادن را سازمان می‌دهد. و اعتصاب را بر می‌انگیزد. معدنچیان پس از دو ماه و نیم مبارزه از روی اجبار کار خود را از سر می‌گیرند، ولی متوجه می‌شوند که مبارزه امکان‌پذیر است. مبارزه معدنچیان به مراحل بحرانی می‌رسد، سپاهیان به روی اعتصاب‌کنندگان تیراندازی می‌کنند و کشته‌هایی بر جا می‌گذارند. در اواخر کتاب می‌بینیم که پیروزی سرمایه‌داران صرفاً ظاهری است. اتین در یک صبح بهاری، که نمودار دورانی نواست به پاریس می‌رود؛ تا مبارزهٔ تازه‌ای در پیش گیرد.